# Tetramorium capillosum
Tetramorium capillosum is een mierensoort uit de onderfamilie van de Myrmicinae. De wetenschappelijke naam van de soort is voor het eerst geldig gepubliceerd in 1980 door Bolton.